# Уерта Панчо Ороско, Ел Чапарал (Гереро)
Уерта Панчо Ороско, Ел Чапарал (шп. Huerta Pancho Orozco, El Chaparral) насеље је у Мексику у савезној држави Чивава у општини Гереро. Насеље се налази на надморској висини од 2100 м.

## Становништво
Према подацима из 2005. године у насељу је живело 6 становника.

### Хронологија
| Година       | 2005 |
| ------------ | ---- |
| Становништво | 6    |

### Попис
| # | Индикатор                        | Вредност |
| - | -------------------------------- | -------- |
| 1 | Укупно појединачних домаћинстава | 1        |